# Eudamida I
Eudamida I (in greco antico: Εὐδαμίδας?, Eudamìdas; IV secolo a.C. – 300 a.C.) fu re di Sparta della dinastia degli Euripontidi dal 331 al 300 a.C..

## Biografia
Figlio di Archidamo III e fratello di Agide III, il suo predecessore, sposò Archidamia ed ebbe tre figli: Archidamo IV, il suo successore, Agesistrata, che fu regina di Sparta come moglie di Eudamida II e l'eforo Agesilao.
Gli storici antichi non riportano molte notizie di questo re, tranne il fatto che durante il suo regno vi fu la pace, come testimoniato da Pausania. Plutarco, oltre a una breve citazione nella Vita di Agide, riporta negli Apoftegmi spartani diversi aforismi attribuiti al re.